# Houwitser

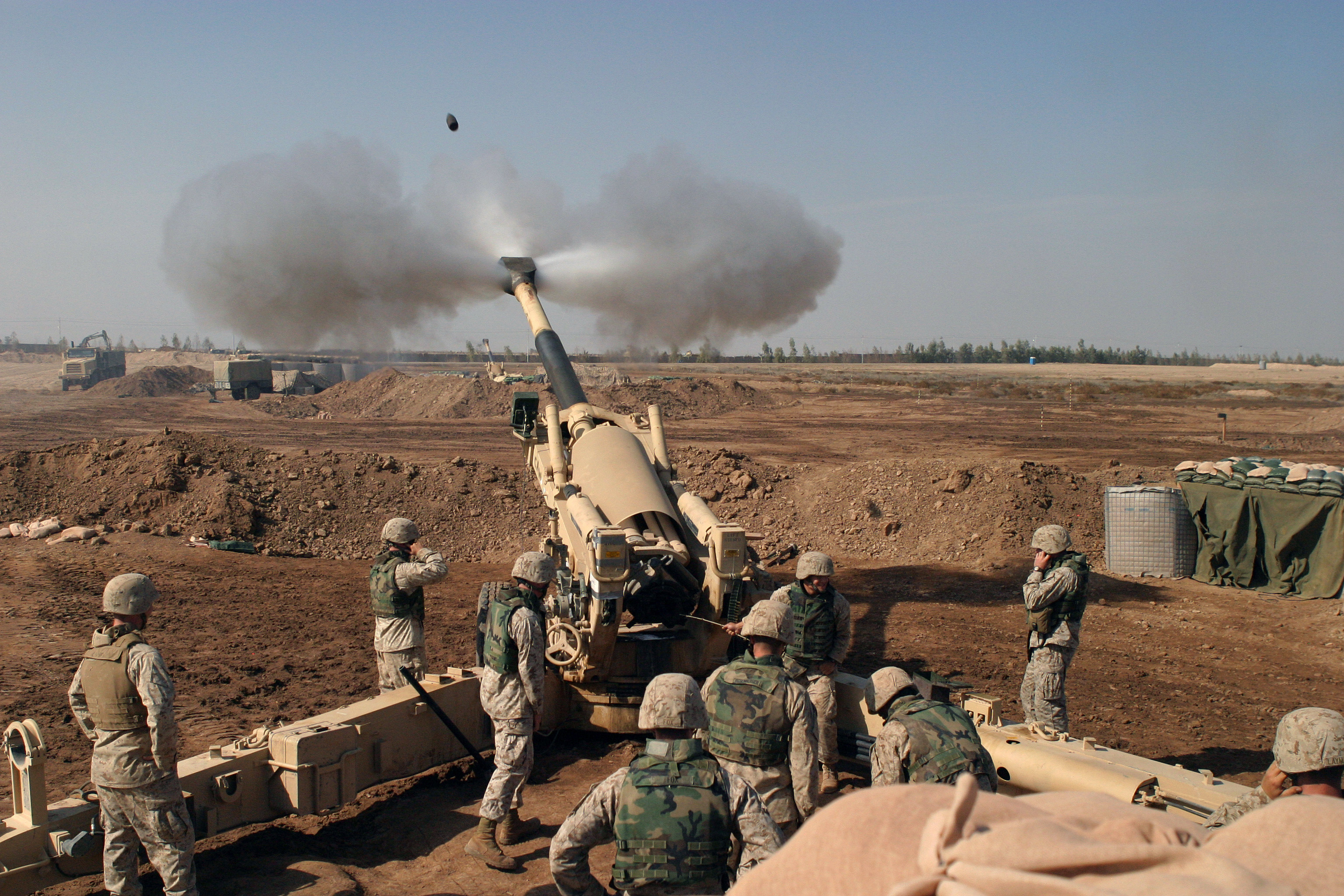
Amerikaanse houwitser in actie bij Fallujah (2004)

Een houwitser is een stuk artillerie. Het is een vorm van krombaangeschut of worpgeschut, dat een projectiel in een gekromde baan ook over een hindernis heen kan schieten. Dit in tegenstelling tot vlakbaangeschut, zoals het kanon, dat projectielen bijna horizontaal afvuurt.
Houwitsers kunnen projectielen tot wel 30 kilometer ver schieten. Een voorbeeld van een grote houwitser is de Dikke Bertha.

## Etymologie van de naam
De naam houwitser is afgeleid van het Duitse woord Haubitze. Dit hebben de Duitstaligen overgenomen van het Tsjechische woord houfnice, dat slinger betekent. Het is, samen met dolk, trawant (handlanger, oorspronkelijk huursoldaat) en pistool, een van de woorden uit de tijd van de Boheemse Hussietenoorlogen (15e eeuw) die via het Duits in het Nederlands terecht zijn gekomen.
Het Engelse howitzer stamt af van het Nederlandse houwitser.

## Geschiedenis
De houwitser is aan het eind van de 17e eeuw in Zweden uitgevonden. Het grote verschil met het al bestaande kanon was dat hiermee in een boog over de eigen stellingen kon worden geschoten. Dit kan ook vanaf grotere afstand, en daarmee uit het directe zicht van de vijand. De houwitser wordt vooral aan het begin van een veldslag ingezet. Snel oprukkende aanvallende legers kunnen door de verdedigers met houwitsers worden bestookt, nog voordat deze hun stellingen hebben betrokken. Aanvallend kunnen houwitsers worden gebruikt om de stellingen van de vijand te beschieten, voordat tot de eigenlijke aanval wordt overgegaan.

## Techniek
Een houwitser heeft in vergelijking met een kanon een relatief korte loop of schietbuis, typisch 5 tot 15 maal het kaliber. Moderne houwitsers zijn meestal relatief wat langer, zoals 44 kalibers voor de PzH 2000. Door de korte loop is de mondingssnelheid laag, wat resulteert in een kromme ballistische baan. Hierdoor kan het geschut projectielen over hindernissen heen schieten. Houwitsers kunnen vijandelijke troepen vanaf grote afstand beschieten, over de eigen linies heen, of stellingen die achter een heuvel in dekking liggen. Een nadeel is dat windrichting, windsnelheid en zelfs de draaiing van de aarde de baan kunnen beïnvloeden, waardoor dit type geschut zonder correctie van een vuurleidingssysteem een aanzienlijke afwijking heeft. Een ander nadeel is dat men vaak geen direct zicht heeft op het doel, waardoor men moet vertrouwen op de aanwijzingen van waarnemers op kilometers afstand. In de geschiedenis zijn de eigen troepen regelmatig onbedoeld beschoten door foutieve (of foutief begrepen) aanwijzingen.
Sommige moderne houwitsers kunnen schoten lossen volgens MRSI (multiple rounds, simultaneous impact). Hierbij worden snel achter elkaar meerdere schoten volgens verschillende banen op hetzelfde doel gelost waarbij alle schoten op hetzelfde moment het doel treffen. Het schot volgens de steilste baan is het langste onderweg en wordt als eerste afgevuurd, gaandeweg het salvo zakt de loop. MRSI is alleen mogelijk met geavanceerde vuurleidingssystemen en met betrouwbare snellaadsystemen.

## Uitvoeringen
Een houwitser is een tamelijk groot wapen. Door de onnauwkeurigheid van het wapen moet de lading zwaar zijn, wat meestal het gebruik van een fors kaliber inhoudt. Veel houwitsers die in de moderne artillerie worden gebruikt hebben een kaliber van 155 mm; lichte veldhouwitsers 105 mm.
Vroege houwitsers waren vast in vestingen opgesteld, of reden op speciaal voor dit doel vervaardigde spoorrails. Moderne houwitsers zijn op pantservoertuigen geplaatst (gemechaniseerde artillerie), waarbij de schietbuis in veel gevallen eenvoudiger in de hoogte dan in de breedte kan worden gericht, dit in tegenstelling tot een kanon waarbij de volgorde van precisie juist omgekeerd is. Wordt het geschut van zo'n voertuig beschermd door een pantser, dan noemt men het geheel een pantserhouwitser.

## Verwanten van de houwitser
- Mortier
- Kanon
- Carronade

## Afbeeldingen

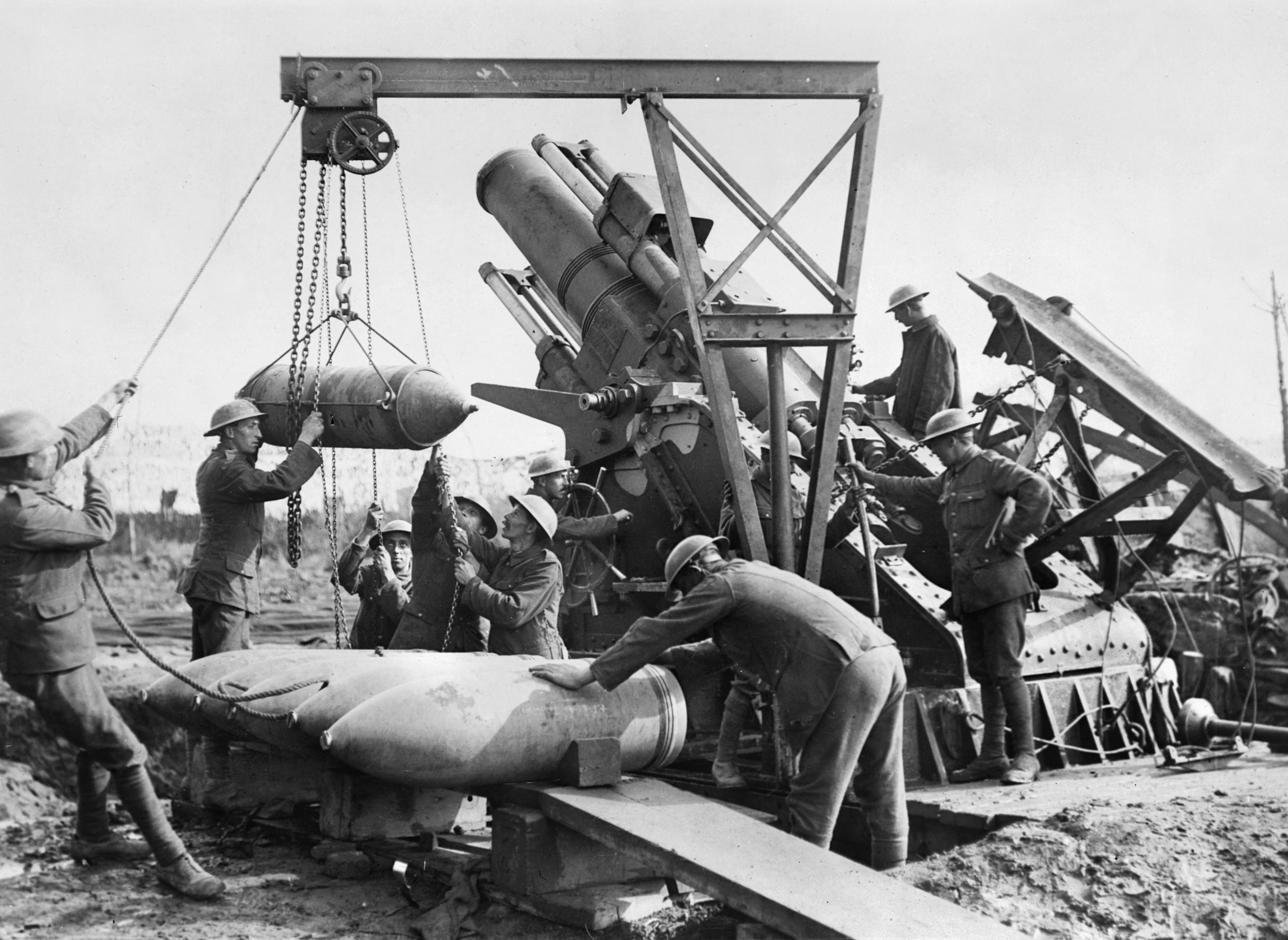
Britse troepen laden een houwitser tijdens de Eerste Wereldoorlog
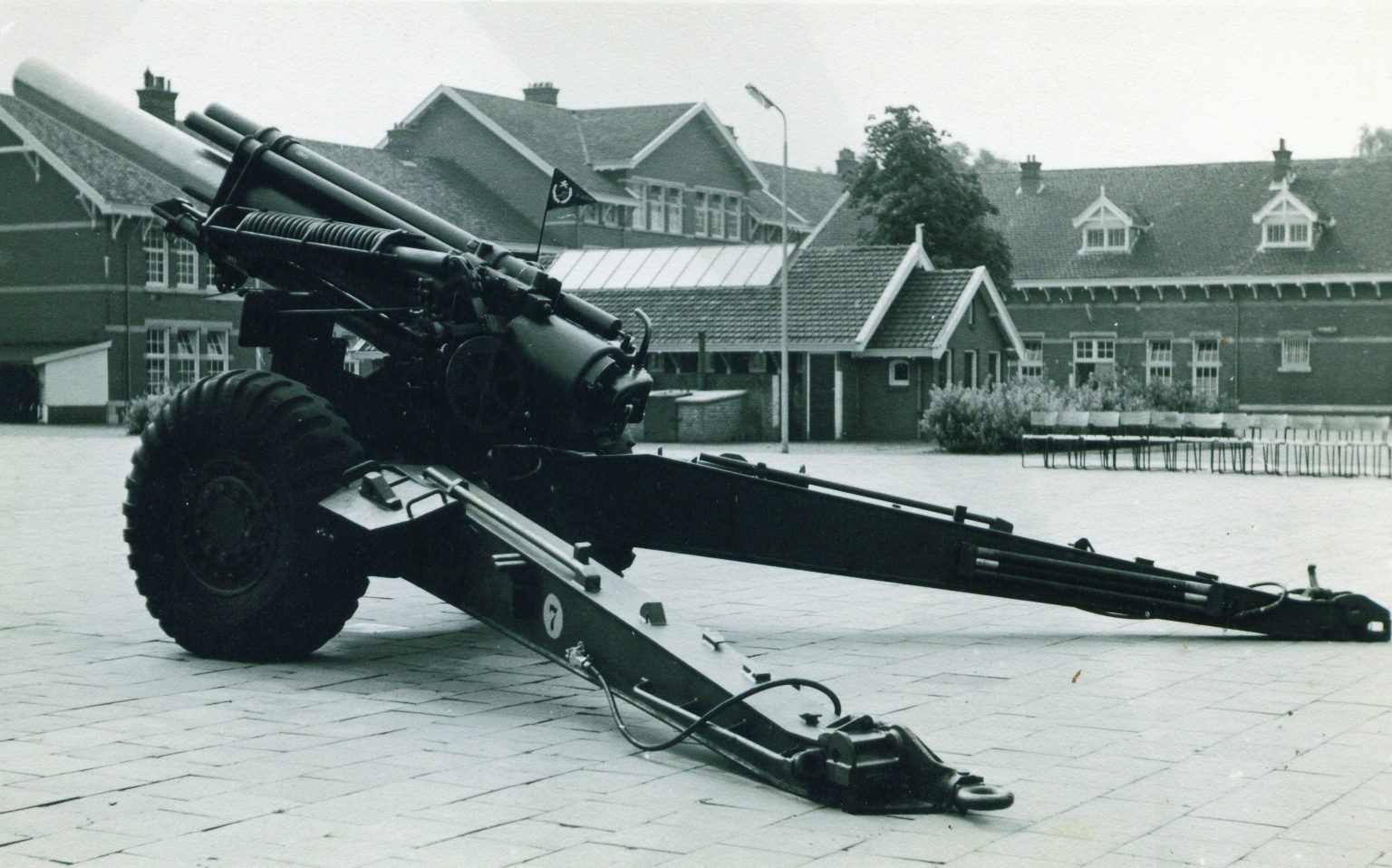
M114 155mm houwitser van de Koninklijke Landmacht, Ede 1963
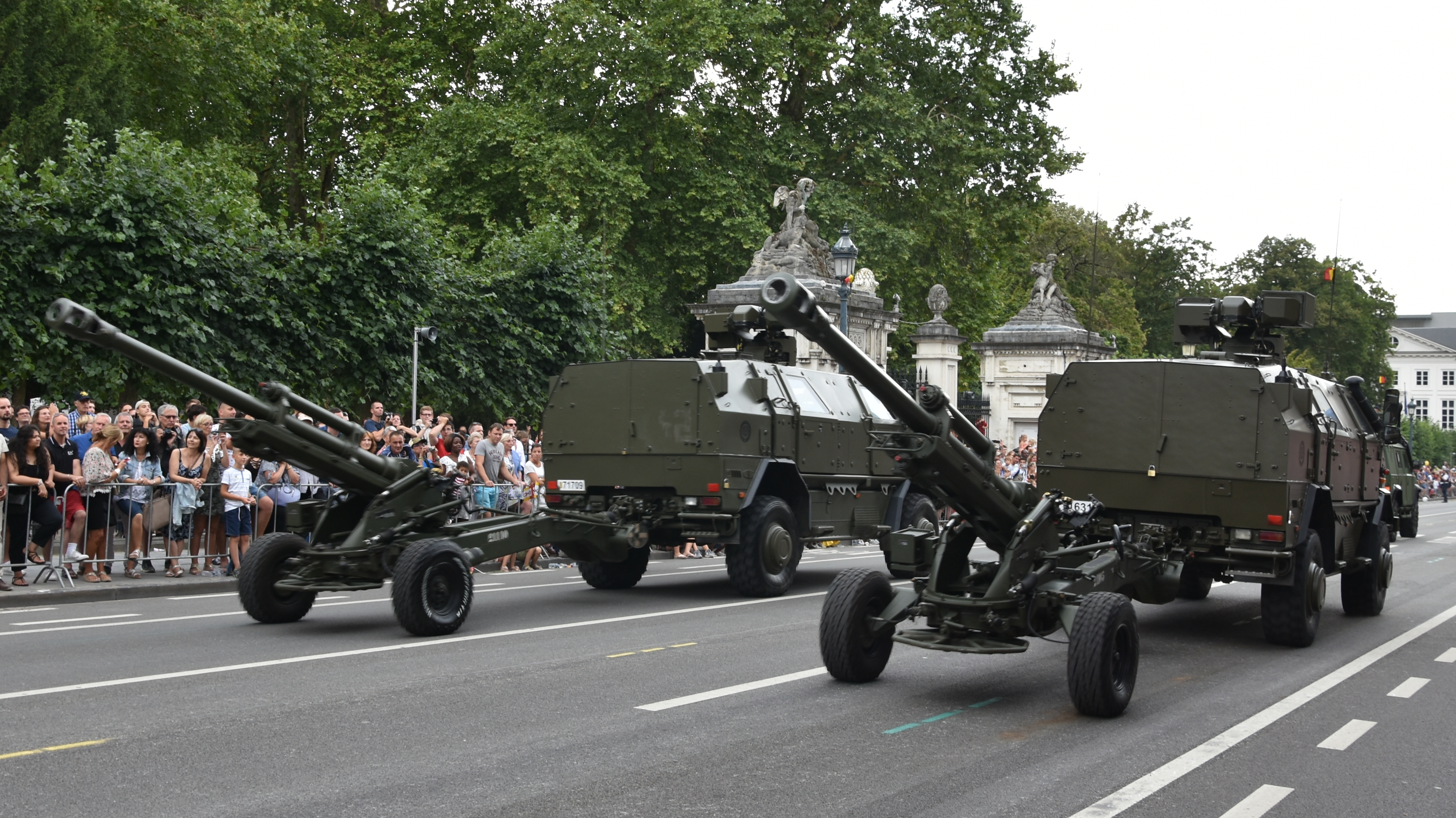
GIAT LG1 MkII 105 mm houwitsers van de Landcomponent van Defensie van België tijdens de parade in Brussel voor de nationale feestdag van België 2018
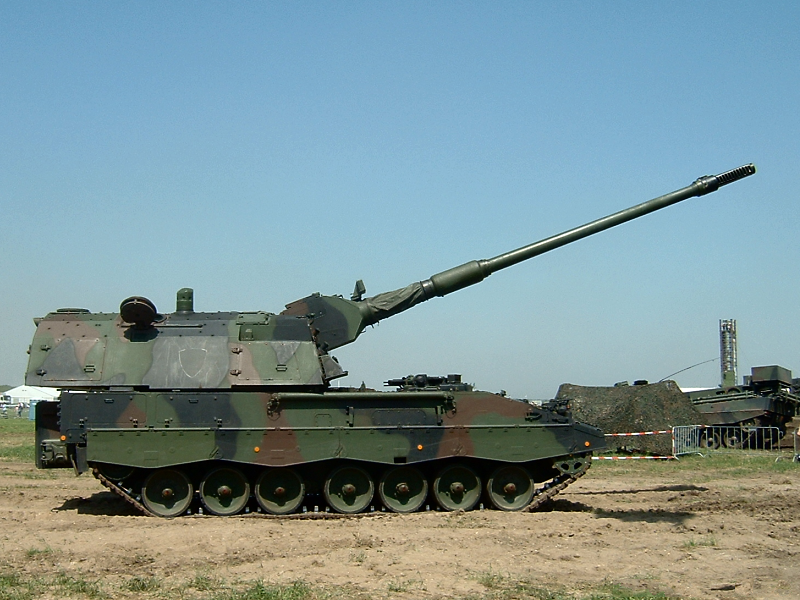
Pantserhouwitser 2000 van de Koninklijke Landmacht

## Voetnoten
1. ↑  Concise Oxford English Dictionary, 2011, p. 692. Gearchiveerd op 4 augustus 2023.